# 178 (số)
178 (một trăm bảy mươi tám) là một số tự nhiên ngay sau 177 và ngay trước 179.